# Tidore
Tidore es el nombre de una pequeña isla, y una ciudad, en las islas Molucas, en Indonesia oriental, localizada muy cerca de la costa occidental de la isla mayor de Halmahera en aguas del mar de Molucas. Su nombre correcto en español, desde que fue tierra española, es Tidoro. Tiene una superficie de 116 km² y su mayor altitud es el pico Kiematabu, con 1730 m.
Administrativamente, pertenece a la provincia de Molucas Septentrional de Indonesia.

## Historia
En la época anterior a la llegada de los europeos, Tidore fue un importante centro político y económico regional, fieramente enfrentado con su vecina septentrional, Ternate. Los sultanes de Tidore gobernaron gran parte de la región meridional de Halmahera, y ocasionalmente extendieron su dominio a Buru, Ambon y varias de las islas de la costa de Papúa. Tidore estableció una alianza con los españoles en el siglo XVI, lo que les permitió erigir una serie de fortificaciones militares en la isla. La presencia española resultaba de provecho para Tidore al proporcionarle ayuda para resistir las incursiones de Ternate, su enemigo, así como las fuerzas neerlandesas que contaban con una base en esa isla.
Cuando los españoles dejaron la región en 1663, Tidore se convirtió en uno de los reinos más independientes de la región, resistiendo los intentos de control directo por parte de la Compañía Neerlandesa de las Indias Orientales (VOC). En particular, bajo el reino del sultán Saifudín, entre 1657 y 1689, la corte de Tidore empleó el dinero obtenido de los holandeses por la venta de especias en presentes que consolidaron los lazos tradicionales que mantenía con las regiones periféricas. Obtuvo así el respeto y la gratitud de muchas poblaciones locales, con lo que no requirió de la ayuda militar neerlandesa para mantener el orden en el reino, a diferencia de Ternate.
Tidore continuó siendo un reino independiente, aunque con frecuentes intervenciones por parte de Holanda, hasta finales del XVIII. Al igual que Ternate, Tidore permitió que el programa neerlandés de erradicación de los cultivos de especias —destinado a consolidar el monopolio del comercio de especias gracias a la restricción de la producción— tuviera lugar en sus territorios. Debido a ello, el reino se empobreció en el largo plazo, y disminuyó su capacidad de controlar los territorios colindantes.